# Ethmia lepidella
Ethmia lepidella is een vlinder uit de familie grasmineermotten (Elachistidae). De wetenschappelijke naam is voor het eerst geldig gepubliceerd in 1907 door Chretien.
De soort komt voor in Europa.